# Metallosphaera
A Metallosphaera egy Archaea nem a Sulfolobaceae családban. Az archeák – ősbaktériumok – egysejtű, sejtmag nélküli prokarióta szervezetek. Három faja van.